# Lovell (Wyoming)
Lovell è un centro abitato (town) degli Stati Uniti d'America, situato nella Contea di Big Horn dello Stato del Wyoming. Nel censimento del 2000 la popolazione era di 2.281 abitanti.

## Geografia fisica
Secondo i rilevamenti dell'United States Census Bureau, la località di Lovell si estende su una superficie di 2,8 km², tutti occupati da terre.

## Popolazione
Secondo il censimento del 2000, a Lovell vivevano 2.281 persone, ed erano presenti 613 gruppi familiari. La densità di popolazione era di 824 ab./km². Nel territorio comunale si trovavano 1.013 unità edificate. Per quanto riguarda la composizione etnica degli abitanti, il 90,93% era bianco, lo 0,04% era afroamericano, lo 0,70% era nativo, lo 0,18% proveniva dall'Asia, lo 0,13% proveniva dall'Oceano Pacifico, il 5,66% apparteneva ad altre razze e il 2,37% apparteneva a due o più razze. La popolazione di ogni razza ispanica corrispondeva al 9,16% degli abitanti.
Per quanto riguarda la suddivisione della popolazione in fasce d'età, il 29,2% era al di sotto dei 18, il 9,8% fra i 18 e i 24, il 22,0% fra i 25 e i 44, il 21,5% fra i 45 e i 64, mentre infine il 17,6% era al di sopra dei 65 anni di età. L'età media della popolazione era di 36 anni. Per ogni 100 donne residenti vivevano 100,4 maschi.